# Sarcófago de Payava

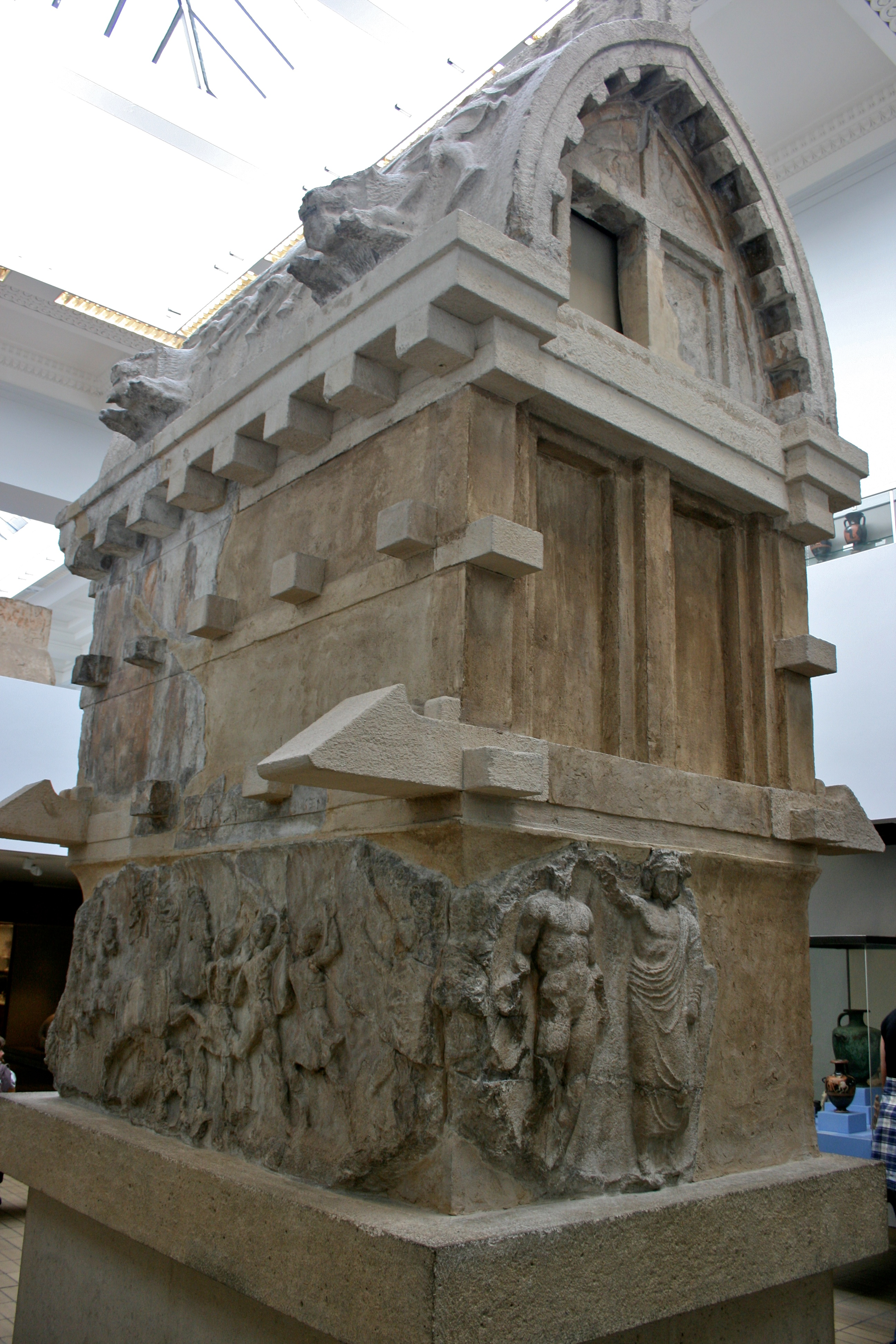
Sarcófago de Payava.

El sarcófago [o tumba] de Payava es un sarcófago de piedra de Turquía. Exento, de planta rectangular, alto y rematado con bóveda de cañón, es una de las tumbas más famosas de la necrópolis de la antigua ciudad licia de Janto (actual Kınık). Fue construido durante el  Imperio persa aqueménida para el príncipe  Payava, quien probablemente era el gobernante de Janto  en aquel entonces (ca. 360 a. C ) y contemporáneo del sátrapa persa Autofradates. La tumba fue descubierta en 1838 y fue llevada a Inglaterra en 1844 por el explorador sir Charles Fellows, quien la describió como una «Tumba del Caballo de forma gótica».
Según Melanie Michailidis, aunque presenta una «apariencia griega», la tumba de Payava, la tumba de las Arpías y el monumento de las Nereidas se construyeron según los principales criterios zoroastrianos, «al estar compuestas de piedra gruesa, elevadas sobre pedestales elevados del suelo y tener cámaras individuales sin ventanas».

## La tumba

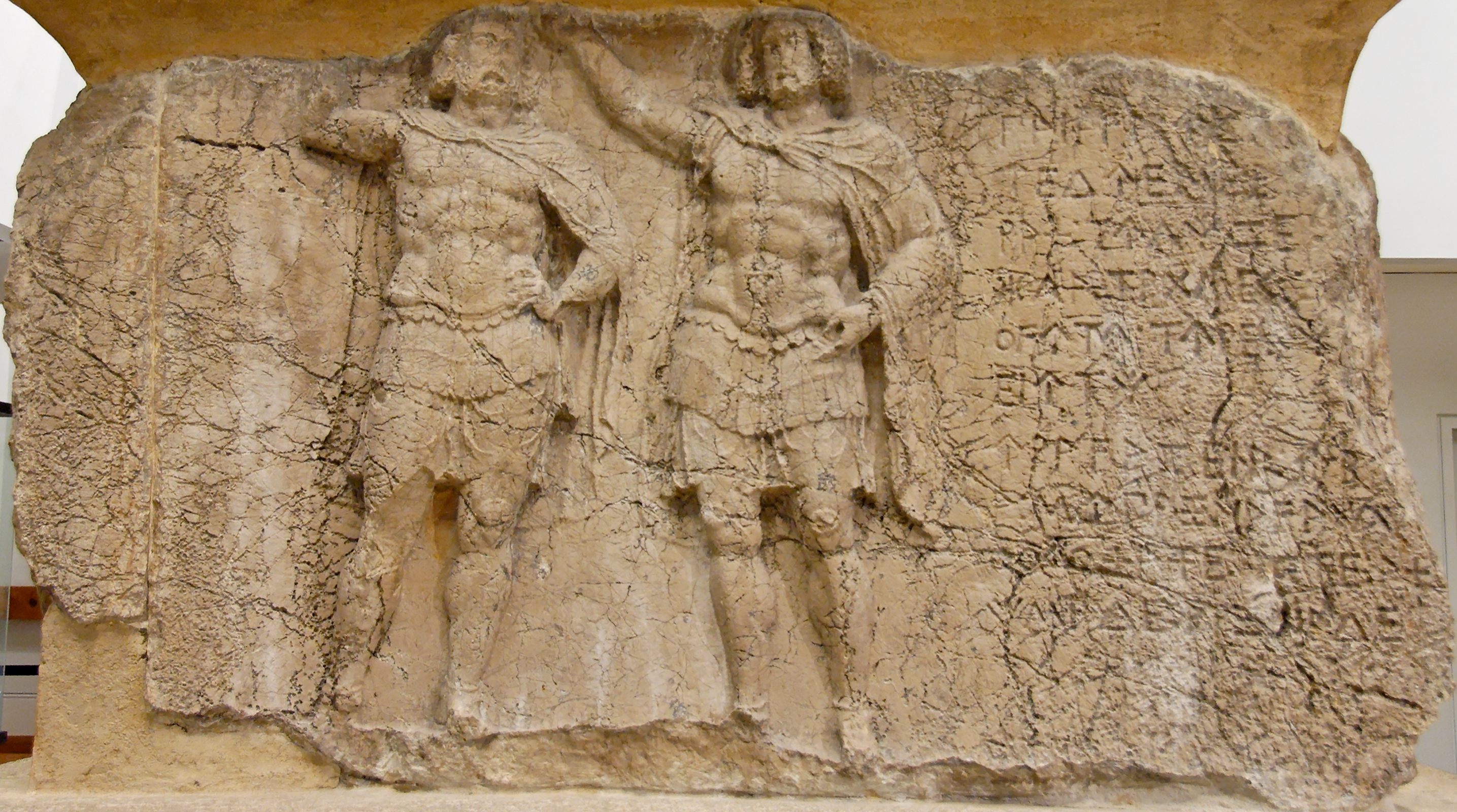
Dos hombres armados, llevan una coraza con franjas de cuero, una capa y canilleras. Inscripción en lidio: «Payava, hijo de Ad [...], secretario de A [...] ah, de raza lidia». Cara sur del segundo nivel de la tumba de Payava. Mármol, hacia 375-360 a. C.

Este sarcófago de piedra, imita la caja de madera en la que normalmente se colocaba a los difuntos y está formada por una tumba inferior, un zócalo macizo y el sarcófago propiamente dicho con su tapadera. Reproducía la estructura de la casa licia con vigas de madera y techo esbelto de vertientes combadas. 
Se asentaba sobre un alto y articulado basamento hasta alcanzar una altura superior a los seis metros. 
La abundante decoración en relieve ocupaba casi toda la superficie del techo, incluyendo la cresta de las vertientes y la franja mediana del zócalo.
En el zócalo está representada la batalla en la que Payava, a caballo, triunfa sobre sus enemigos escondidos entre las rocas. Detrás de él, su cuerpo de guardia está representado en varios planos.
La otra gran escena del zócalo es la audiencia de un sátrapa, tal vez el mismo Payava, quien recibe a personajes vestidos a la griega.
En resumen, la guerra, la caza y el ceremonial cortesano están representados como momentos intensos de la vida del príncipe, quien además recibe una corona, según un ideal manifiestamente griego, también por sus méritos atléticos. Esfinges y cabezas de leones se encargan de velar la paz del difunto.